# 에이지촌
에이지촌(永治村)은 지바현 인바군에 일찍이 존재했던 촌이다. 

## 지리
- 현재의 인자이시 서부, 시로이시 동부에 해당한다.
- 시모소대지의 중부에 위치하며, 마을의 대부분은 고원지대로 이루어져 있다.
- 마을의 북부는 테가누마에 접해 있어 평지로 이루어져 있다.

## 역사
- 1889년 4월 1일 - 정촌제 시행에 수반해 인바군 에이지촌이 성립하였다.
- 1913년 7월 10일 - 야키요촌을 편입하였다.
- 1954년 12월 1일 - 일부 지역(우라베, 시라하타, 오구라, 우라베무라신덴, 우라하타신덴, 다카니시신덴)이 오모리촌, 기오시로촌, 후나호촌의 2정 1촌과 합병해  인자이정을 신설해, 잔부(히라츠카와 구 야키요촌)는 시로이시에 편입되어. 에이지촌은 소멸하였다.